# Debulhador-de-cozumel
O debulhador-de-cozumel (Toxostoma guttatum) é uma ave da família Mimidae, endêmica da ilha de Cozumel, na Península de Iucatã, México. Acredita-se que seja a espécie de ave mais criticamente ameaçada de extinção no México - se de fato ainda existir, o que é provável, mas não certo.
Esse pássaro é parente próximo do debulhador-de-bico-comprido e do debulhador-ruivo. Em geral, é descrito como tímido, mas há descrições que afirmam o contrário. Já foi abundante em Cozumel antes de dois furacões afetarem muito seu número. Acredita-se que as espécies invasoras também tenham afetado sua população.

## Taxonomia
O debulhador-de-cozumel foi descrito pela primeira vez como Harporhynchus guttatus por Robert Ridgway em 1885. Ele foi descrito como uma subespécie de seu parente, o debulhador-de-bico-comprido (Toxostoma longirostre), mas foi considerado uma espécie separada quando foi determinado em um estudo de 1998 que ele diferia geneticamente em mais de 5% do debulhador-de-bico-comprido e debulhador-ruivo (T. rufum). No mesmo estudo, foi determinado que ele é o membro basal do grupo rufum. rufum). No mesmo estudo, foi determinado que ele era o membro basal do grupo rufum do gênero Toxostoma. O pássaro é monotípico.

## Descrição
O debulhador-de-cozumel mede de 21,5 a 24 centímetros de comprimento. O adulto tem a píleo, o dorso, os ombros e a garupa marrons, que se tornam mais vermelhos na parte inferior do dorso e da garupa. As coberturas maior e menor são de um marrom quente com pontas brancas ocultas, precedidas por uma faixa preta. As primárias e secundárias são marrom-acinzentadas com teias externas marrom-avermelhadas quentes. As rectrizes também têm uma cor marrom quente. Os loros e as coberturas das orelhas são marrom-acinzentados. O queixo e o pescoço são de cor esbranquiçada com uma faixa malar parcial preta. O peito é branco-amarelado com manchas pretas em forma de lágrima. A barriga é esbranquiçada e os flancos têm manchas pretas maiores. Sua cloaca é branca e a asa inferior é branca com marcas mais escuras. A íris é amarela, o bico é marrom-acinzentado e as pernas são marrons com um tom opaco. A plumagem dos filhotes não foi registrada, mas presume-se que o desenvolvimento seja semelhante ao da fase adulta, como no caso do debulhador-de-bico-comprido e do debulhador-ruivo.

### Espécies similares
O debulhador-de-cozumel é semelhante em aparência ao debulhador-de-bico-comprido (Toxostoma longirostre), mas é menor, de cor mais escura, tem um bico mais preto e as marcas são mais bem definidas. Nenhuma outra espécie de debulhador coexiste na ilha, mas o debulhador-de-cozumel pode ser confundido com o tordo-dos-bosques (Hylocichla mustelina). O tordo-dos-bosques se diferencia por não ter faixas nas asas, ter um bico mais curto e um formato diferente.

## Distribuição e habitat
A distribuição da ave é restrita à ilha de Cozumel, que tem 45 km de comprimento e 20 km de largura.
Acredita-se que as preferências de habitat da ave estejam em florestas decíduas e semidecíduas baixas e médias. Ele pode ter sido mais abundante em bordas de florestas adjacentes a clareiras.

## Comportamento e ecologia
O debulhador-de-cozumel é predominantemente terrestre e evasivo e, como todos os membros do gênero Toxostoma, pode recorrer à corrida em vez de voar quando assustado. Os ornitólogos Ludlow Griscom e Raymond A. Paynter, Jr. notaram seu comportamento secreto, mas James Bond não.
A canção é descrita como um urro rico e variado, ligeiramente áspero e com pouca repetição. Bond descreveu sua nota de alarme como sendo semelhante à do debulhador-ruivo.

## Status de conservação
Os números dessa ave diminuíram rapidamente quando o furacão Gilbert atingiu a ilha em 14 de setembro de 1988. Até ser avistada em junho de 2004, essa ave havia sido vista pela última vez em 1995, o mesmo ano em que o furacão Roxanne atingiu Cozumel em 11 de outubro, e acreditava-se que ela havia sido extinta.
Ainda não se sabe ao certo os danos causados pelo impacto dos furacões Emily e Wilma em 2005; parece que a ave não foi mais encontrada durante uma pesquisa em dezembro de 2006.
Uma pesquisa com a população local sugeriu que a espécie provavelmente seria encontrada perto das ruínas maias de San Gervasio.
Os últimos avistamentos - não confirmados - foram em abril de 2006, quando um aparente T. guttatum foi avistado no Clube de Golfe de Cozumel; em outubro e dezembro de 2007, também foram vistos, mas não puderam ser identificados de forma confiável como T. guttatum. Os esforços de realocação continuam; embora pelo menos algumas aves pareçam sobreviver, a existência dessa espécie ainda não havia sido verificada em janeiro de 2008.
Alguns cientistas acreditam que outros fatores devem ter contribuído para o declínio da ave, pois o debulhador-de-cozumel provavelmente sobreviveu a furacões por milênios. Espécies introduzidas, incluindo jiboias-constritoras - que foram soltas na ilha em 1971 e agora são abundantes - também podem ter tido um efeito prejudicial.